# جمعية المرشدات الكويتية
جمعية المرشدات الكويتية (بالإنجليزية:Kuwait Girl Guides Association) هي المنظمة التوجيهية الوطنية في الكويت تضم الجمعية 9715 عضوة (اعتبارا من 2003) تأسست في عام 1957، وأصبحت منظمة جمعية المرشدات الكويتية عضوا كامل العضوية في الجمعية العالمية للمرشدات وفتيات الكشافة في عام 1966.

## روابط خارجية
- "USA Girl Scouts - Kuwait". مؤرشف من الأصل في 2010-06-26. اطلع عليه بتاريخ 2006-11-28.